# Heinkel HD 43
«Гейнкель» HD 43 (нім. Heinkel Doppeldecker 43) — німецький прототип винищувача, розроблений компанією Ernst Heinkel Flugzeugwerke наприкінці 1920-х років.

## Історія
HD 43 розроблявся на замовлення радянських військово-повітряних сил як подальший розвиток HD 37 зразка 1928 року. За задумом мав стати майбутнім стандартним винищувачем. Ліцензійне виробництво вже було на стадії планування, коли під час випробувань в СРСР стався інцидент. Під час випробувального польоту 20 липня 1928 року льотчик В. Й. Писаренко ввійшов у штопор на першому з двох доставлених прототипів, не впорався з пілотуванням і був змушений стрибнути з парашутом.
Попри те, що пілот із заводу Heinkel успішно завершив випробування HD 37, що залишився, у остаточному звіті критикувалося те, що в деяких випадках літак було важко вивести зі штопора. У результаті радянська делегація на чолі з Яковом Алкснісом прибула до Варнемюнде в січні 1929 року і замовила деякі модернізації, спрямовані на поліпшення льотних характеристик літака. У відповідь HD 37 удосконалили; зміни торкнулися профілю крила, співвідношення площ верхнього і нижнього крила і конструкції шасі і оперення. Було створено два екземпляри, позначені HD 43a з серійними номерами 326 і 327, які були випробувані в тому ж році шведським військовим пілотом Нільсом Седербергом, який також випробував HD 37 і був спеціально найнятий Ернстом Гейнкелем.
Точна дата першого польоту невідома, але HD 43 вже був публічно продемонстрований 3 серпня 1929 року Вальтером Хагеном, пілотом морської випробувальної станції Травемюнде, на авіашоу у Варнемюнде з програмою вищого пілотажу.
Згодом обидва літаки були відправлені до Радянського Союзу, куди прибули наприкінці 1929 року. Льотні випробування в Науково-дослідному інституті Військово-повітряних сил (НДІ ВПС) у Москві почалися в січні 1930 року і знову проводилися В. Й. Писаренко. Після завершення випробувань наступного місяця оцінка несподівано виявила, що льотні характеристики погіршилися порівняно з HD 37 через модернізацію. Тому Вище командування радянських ВПС вирішило відмовитися від HD 43 і, як спочатку планувалося, випустити початкову модель для серійного виробництва.
Тим часом у 1930 році Heinkel виготовив ще два літаки, позначені HD 43b, із серійними номерами 344 і 345. Вони були продані Сіаму за ціною 80 000 рейхсмарок кожен і використовувалися у ВПС Таїланду з 1931 року як Bin Khap Lai Type 8, а пізніше як Type 15.